# Barreira fronteiriça

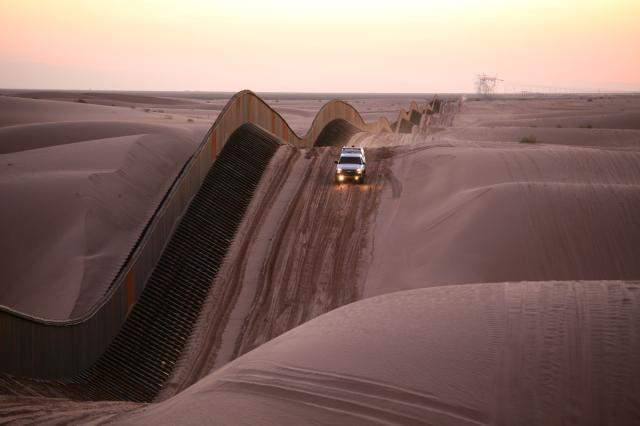
Barreira México-Estados Unidos na Califórnia.

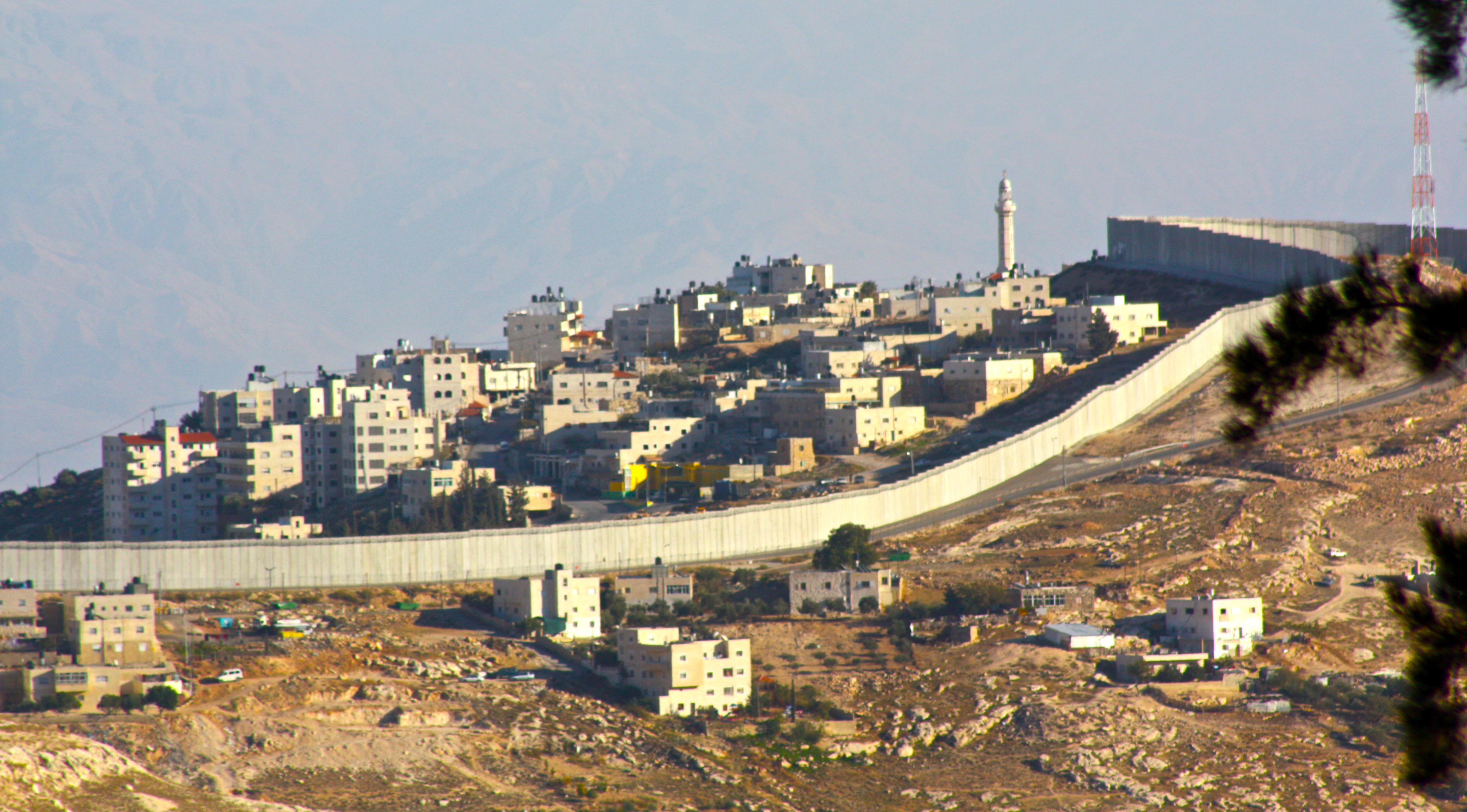
Barreira israelita na Cisjordânia.

Uma barreira fronteiriça ou muro fronteiriço é uma barreira de separação que corre ao longo ou perto de uma fronteira internacional. Estas barreiras são normalmente construídas para fins de controlo de fronteiras, como a redução da imigração ilegal, do tráfico de pessoas e do contrabando. Algumas destas barreiras são construídas por razões de defesa ou segurança. Em casos de fronteiras disputadas ou pouco claras, a construção de uma barreira pode servir como uma consolidação unilateral de fato de uma reivindicação territorial que pode substituir a delimitação formal. Uma barreira fronteiriça normalmente não indica a localização da fronteira real e geralmente é construída unilateralmente por um país, sem o acordo ou cooperação do outro país.
Exemplos de barreiras fronteiriças incluem a antiga Grande Muralha da China, uma série de muros que separavam a China dos impérios nómadas a norte. A construção de barreiras fronteiriças aumentou no início da década de 2000; metade de todas as barreiras fronteiriças construídas desde a Segunda Guerra Mundial, que terminou em 1945, foram construídas depois de 2000.

## Barreiras de fronteira na História

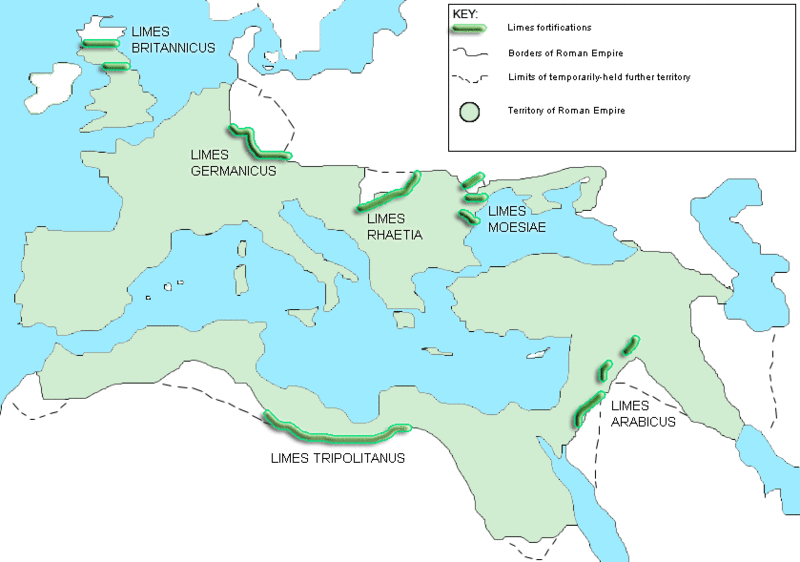
Mapa do Império Romano, juntamente com a localização das limes.

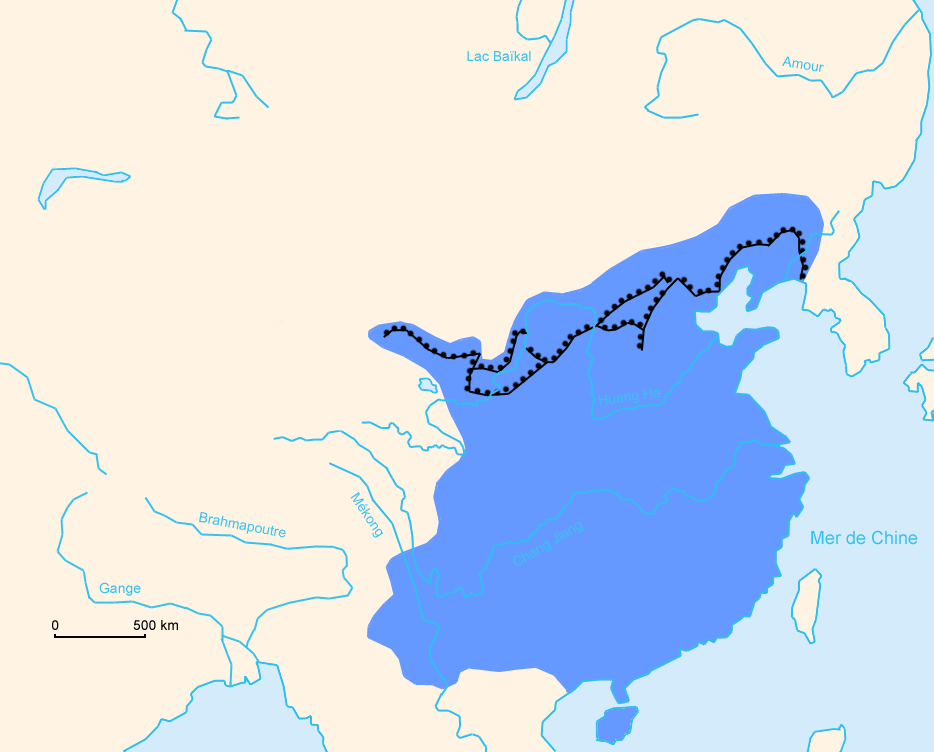
A extensão da dinastia Ming e as suas muralhas, que formaram a maior parte do que hoje é chamado de Grande Muralha da China.

### Antiguidade
- Muralha de Antonino (iniciada em 142 d.C. pela província romana na Grã-Bretanha )
- Muralha de Anastácio (construída em 469 d.C., a oeste de Istambul, Turquia)
- Grande Muralha da China (partes foram construídas já no século VII a.C. pela dinastia Qi na China)
- Grande Muralha de Gorgan (construída no século V ou VI d.C.)
- Muralha de Adriano (iniciada em 122 d.C.)
- Muro de Madukkarai (poderá ter sido construído no início do século I d.C. na Índia)
- Grande Muralha do Sul, equivalente sul da Grande Muralha, erguida para proteger e dividir os chineses dos "bárbaros do sul" chamados Miao (que significa bárbaros e nómadas)[4]

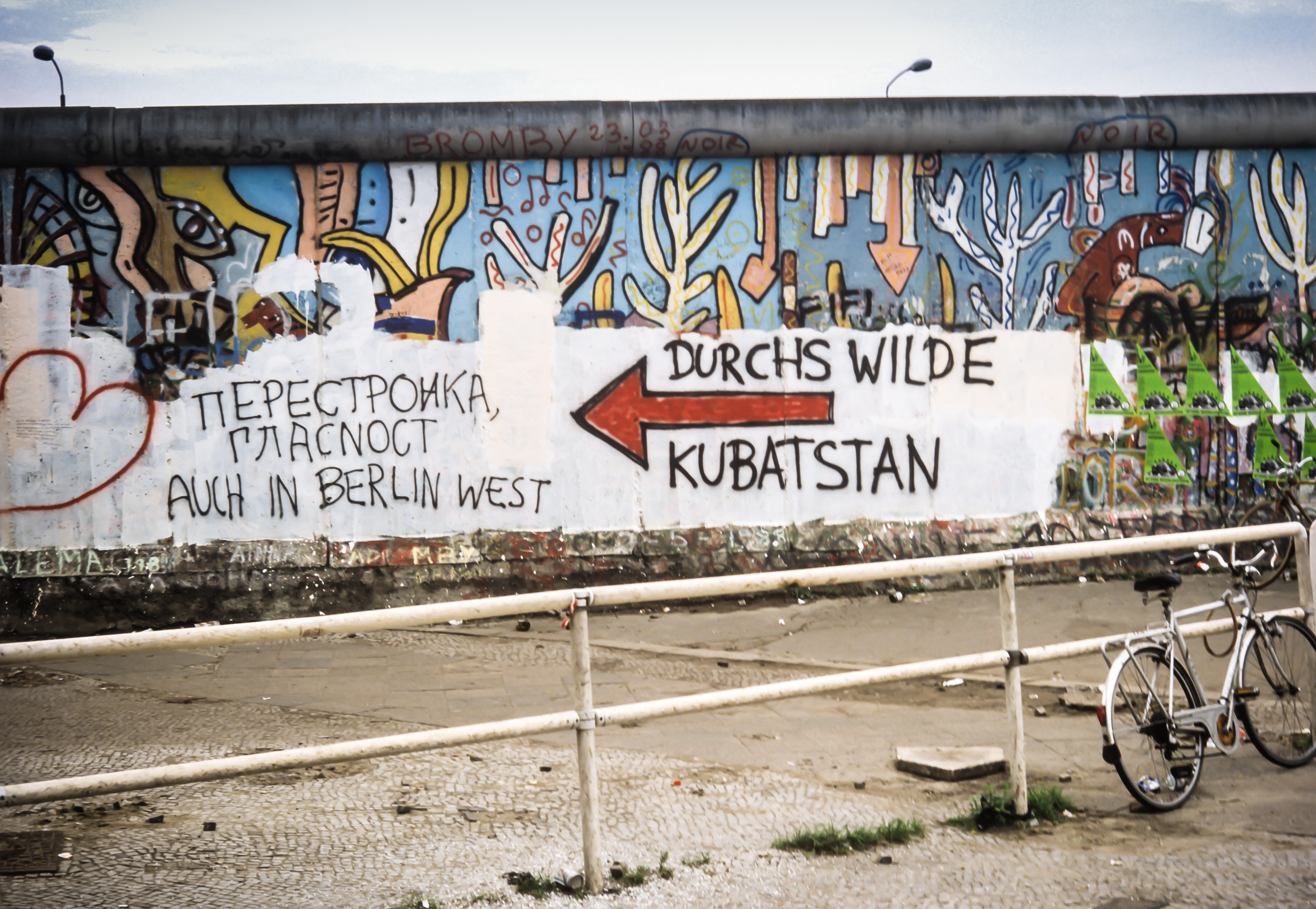
Muro de Berlim, 1988.